# Prieuré de Vauboin
L'hortus conclusus du prieuré de Vauboin est un jardin aménagé autour du prieuré de Vauboin à Beaumont-sur-Dême, dans le sud du département de la Sarthe et la région Pays de la Loire. Composé d'un jardin clos et d'une buissaie, cette propriété privée est l'un des sept espaces verts du département classés Jardin remarquable.

## Localisation
Les jardins se trouvent à l'est du village de Beaumont-sur-Dême, dans le département de la Sarthe.

## Présentation
Le prieuré de Vauboin est construit par des moines au XIIe siècle. Dès le IXe siècle, des moines défricheurs rendent les terres cultivables à la demande d'Aldric, évêque du Mans. Après les invasions normandes, les terres dévastées retournent à l'état de forêts. Le défrichement reprend au XIe siècle. Les descendants des défricheurs restent sur les terres et en deviennent alors propriétaires. Le prieuré de Vauboin est bien conservé, ainsi que les éléments intérieurs, comme une cheminée sculptée et le potager. C'est là que le philosophe et écrivain Augustin Thierry, né à Blois (1795-1856), se réfugie pour écrire les « lettres sur l'histoire de France ». Le logis actuel date du XIVe siècle.
Des buis y sont sculptés selon des formes originales. Le jardin compte aussi un verger de cerisiers et un potager.
En 2014, le site obtient le label jardin remarquable, puis en 2020, il obtient le premier prix de l'Art du Jardin, lancé par la fondation Signature,, ainsi que le Grand Prix des Jardins EBTS France.